# Каліська (гміна)
Гміна Каліська (пол. Gmina Kaliska) — сільська гміна у північній Польщі. Належить до Староґардського повіту Поморського воєводства.
Станом на 31 грудня 2011 у гміні проживало 5272 особи.

## Територія
Згідно з даними за 2007 рік площа гміни становила 110.36 км², у тому числі:
- орні землі: 22.00%
- ліси: 70.00%

Таким чином, площа гміни становить 8.20% площі повіту.

## Населення
Станом на 31 грудня 2011:
| Опис     | Загалом | Загалом | Чоловіки | Чоловіки | Жінки | Жінки |
| -------- | ------- | ------- | -------- | -------- | ----- | ----- |
| одиниця  | осіб    | %       | осіб     | %        | осіб  | %     |
| все      | 5272    | 100     | 2625     | 49.79    | 2647  | 50.21 |
| міське   | 0       | 100     | 0        |          | 0     |       |
| сільське | 5272    | 100     | 2625     | 49.79    | 2647  | 50.21 |

## Сусідні гміни
Гміна Каліська межує з такими гмінами: Зблево, Любіхово, Осечна, Стара Кішева, Чарна Вода, Черськ.